# Condado de Plumas
El condado de Plumas (40°01′N 120°50′O / 40.01, -120.83) es uno de los 58 condados del estado de California, en Estados Unidos. La sede del condado es Quincy, y su mayor ciudad es Portolá. El condado posee un área de 6769 km², una población de 20 824 habitantes, y la densidad de población es de 3 hab./km² (según el censo nacional de 2000). Este condado fue fundado en 1854.

## Toponimia
El condado de Plumas debe su nombre al río de las Plumas en el condado homónimo. Topónimo que aparece por primera vez en épocas en que California era territorio mexicano. La palabra pluma deriva del español, para designar a cada una de las piezas de que está cubierto el cuerpo de las aves. Proviene de la palabra latina pluma.

## Geografía
El condado de Plumas se encuentra ubicado en las coordenadas 40°0′36″N 120°49′48″O / 40.01000, -120.83000. Según la Oficina del Censo, el condado tiene un área total de 6767,6 km² (2613 sq mi), de la cual 6614,8 km² (2554 sq mi) es tierra y 155.4 km² (60 sq mi) (2.29 %) es agua.

### Condados adyacentes
- Condado de Sierra, California - sur
- Condado de Yuba, California - suroeste
- Condado de Butte, California - oeste
- Condado de Tehama, California - noroeste
- Condado de Shasta, California - noroeste
- Condado de Lassen, California - norte, este

### Localidades

#### Ciudades
Portola 

#### Lugares designados por el censo
Almanor |
Beckwourth |
Belden |
Blairsden |
Bucks Lake |
C-Road |
Canyondam |
Caribou |
Chester |
Chilcoot-Vinton |
Clio |
Crescent Mills |
Cromberg |
Delleker |
East Quincy |
East Shore |
Gold Mountain |
Graeagle |
Greenhorn |
Greenville |
Hamilton Branch |
Indian Falls |
Iron Horse |
Johnsville |
Keddie |
La Porte |
Lake Almanor Country Club |
Lake Almanor Peninsula |
Lake Almanor West |
Lake Davis |
Little Grass Valley |
Mabie |
Meadow Valley |
Mohawk Vista |
Paxton |
Plumas Eureka |
Prattville |
Quincy |
Spring Garden |
Storrie |
Taylorsville |
Tobin |
Twain |
Valley Ranch |
Warner Valley |
Whitehawk 

## Demografía
Según la Oficina del Censo, en 2000, había 20 824 personas, 9000 hogares, y 6047 familias que residían en el condado. La densidad de población era de 8 personas por milla cuadrada (3/km²). Había 13.386 viviendas en una densidad media de 5 por milla cuadrada (2/km ²). La composición racial del condado era de 91.78 % blancos, el 0.62 % negros o afroamericanos, el 2.55 % amerindios, el 0.53 % asiáticos, 0.10 % isleños del Pacífico, el 1.81 % de otras razas, y el 2.61 % de dos o más razas. El 5.65 % de la población eran hispanos o latinos de cualquier raza. El 95.4 % de la población hablaba inglés y el 3.6 % español como primera lengua.
En 2000 había 9000 hogares de los cuales 26.4 % tenían niños bajo la edad de 18 que vivían con ellos, el 55.4 % eran parejas casadas viviendo juntas, el 8.0 % tenían a una mujer divorciada como la cabeza de la familia y el 32.8 % no eran familias. El 27.5 % de todas las viviendas estaban compuestas por individuos y el 10.1 % tenían a alguna persona anciana de 65 años de edad o más. El tamaño del hogar promedio era de 2.29 y el tamaño promedio de una familia era de 2.77.
En el condado la composición por edad era del 22.7 % menores de 18 años, el 6.0 % tenía entre 18 a 24 años, el 22.6 % de 25 a 44, el 30.8 % entre 45 a 64, y el 17.90 % tenía 65 años de edad o más. La edad promedia era 44 años. Por cada 100 mujeres había 99.8 varones. Por cada 100 mujeres mayores de 18 años había 97.9 varones.
Según el censo del año 2000, los ingresos medios por hogar en el condado eran de $36 351 y los ingresos medios por familia eran $46 119. Los hombres tenían unos ingresos medios de $38 742 frente a los $25 734 para las mujeres. La renta per cápita para el condado era de $19 391. Alrededor del 9.0 % de las familias y del 13.1 % de la población estaban por debajo del umbral de pobreza, el 16.7 % eran menores de 18 años de edad y el 6,4 % eran mayores de 65 años.

## Transporte

### Autopistas principales
- Ruta estatal 36
- Ruta estatal 49
- Ruta estatal 70
- Ruta estatal 89
- Ruta estatal 284